# Velva
Velva é uma cidade localizada no estado norte-americano de Dacota do Norte, no Condado de McHenry.

## Demografia
Segundo o censo norte-americano de 2000, a sua população era de 1049 habitantes.
Em 2006, foi estimada uma população de 951, um decréscimo de 98 (-9.3%).

## Geografia
De acordo com o United States Census Bureau tem uma área de
2,0 km², dos quais 2,0 km² cobertos por terra e 0,0 km² cobertos por água. Velva localiza-se a aproximadamente 461 m acima do nível do mar.

## Localidades na vizinhança
O diagrama seguinte representa as localidades num raio de 24 km ao redor de Velva.